# Segre
Segre (fr. Sègre) – rzeka w północno-wschodniej Hiszpanii, największa rzeka Katalonii, dopływ Ebro. Swoje źródło ma we Francji, w departamencie Pireneje Wschodnie (Langwedocja-Roussillon). Przepływa następnie przez hiszpańską enklawę w Llívia, po czym ostatecznie wpływa na terytorium hiszpańskie koło Puigcerdà. Przepływa przez La Seu d’Urgell, Balaguer i Lleidę. Uchodzi do Ebro koło Mequinensy, w zbiorniku Embalse de Riba-Roja. Ma 265 km długości. Jej średni przepływ roczny niedaleko Lleidy wynosi 100 m³/s. Głównymi jej dopływami są: Cinca, Noguera Pallaresa, Noguera Ribagorzana, Valira (prawy), Llobregós (lewy).